# Tir als Jocs Olímpics d'Estiu de 1920 - Fossa olímpica per equips
La competició de fossa olímpica per equips va ser una de les vint-i-una proves del programa de Tir dels Jocs Olímpics d'Anvers de 1920. Es disputà entre el 22 i el 23 de juliol de 1920 i hi van prendre part 48 tiradors procedents de 8 nacions diferents.
La puntuació màxima possible era de 600 punts.

## Medallistes
| Or                                                                                             | Plata | Bronze |
| Estats UnitsMark Arie · Horace Bonser · Jay Clark · Forest McNeir · Frank Troeh · Frank Wright | BèlgicaAlbert Bosquet · Joseph Cogels · Émile Dupont · Edouard Fesinger · Henri Quersin · Louis Van Tilt | SuèciaPer Kinde · Fredric Landelius · Erik Lundquist · Karl Richter · Erik Sökjer-Petersén · Alfred Swahn |

## Resultats
Hi ha sis tiradors per equip. Es dispara des de 15 metres, 2 vegades per objectiu.
- 1 sèrie 10 objectius
- 2 sèrie 10 objectius
- 3 sèrie 15 objectius
- 4 sèrie 15 objectius
- 5 sèrie 20 objectius
- 6 sèrie 20 objectius
- 7 sèrie 10 objectius

Després de la quarta sèrie d'objectius sols els cinc primers equips continuen en competició.
| Pos. | Nació         | Tiradors | Punti   | Punti   | Punti   | Punti   | Punti          | Punti   | Punti   | Punti   | Punti |
| Pos. | Nació         | Tiradors | 1 sèrie | 2 sèrie | 3 sèrie | 4 sèrie | Total 4 sèries | 5 sèrie | 6 sèrie | 7 sèrie | Total |
| ---- | ------------- | --- | ------- | ------- | ------- | ------- | -------------- | ------- | ------- | ------- | ----- |
| 1    | Estats Units  | Mark Arie Frank Troeh Horace Bonser Forest McNeir Frank Wright Jay Clark                                      | 57      | 58      | 79      | 81      | 275            | 113     | 110     | 49      | 547   |
| 2    | Bèlgica       | Albert Bosquet Joseph Cogels Émile Dupont Henri Quersin Louis Van Tilt Edouard Fesinger                       | 50      | 52      | 79      | 80      | 261            | 100     | 100     | 42      | 503   |
| 3    | Suècia        | Erik Lundquist Per Kinde Fredric Landelius Alfred Swahn Karl Richter Erik Sökjer-Petersén                     | 56      | 51      | 79      | 74      | 260            | 95      | 101     | 44      | 500   |
| 4    | Regne Unit    | Harold Humby William Grosvenor William Ellicott George Whitaker Ernest Pocock Charles Palmer                  | 51      | 54      | 73      | 76      | 254            | 89      | 106     | 39      | 488   |
| 5    | Canadà        | George Beattie Samuel Vance William Hamilton Robert Montgomery James Oliver William McLaren                   | 51      | 54      | 76      | 71      | 252            | 99      | 93      | 30      | 474   |
| 6    | Països Baixos | Reindert de Favauge Cornelis van der Vliet Pieter Waller Emile Jurgens Franciscus Jurgens Eduardus van Voorst | 46      | 51      | 65      | 60      | 222            |         |         |         |       |
| 7    | Noruega       | Oluf Wesmann-Kjær Johannes Nordahl-Lunde Harald Natvig Thorsten Johansen Hans Nordvik Ole Lilloe-Olsen        | 40      | 47      | 68      | 55      | 210            |         |         |         |       |
| 7    | França        | André Fleury Marcel Lafitte Henri de Castex Augustin Berjat René Texier Jan de Lareinty-Tholoza               | 44      | 46      | 65      | 55      | 210            |         |         |         |       |